# Музыкальные комедии Узеира Гаджибекова
В статье представлены музыкальные комедии советского, азербайджанского композитора Узеира Гаджибекова.
| № | Название муз.комедии | Год создания | Информация | Изображение |
| - | -------------------- | ------------ | --- | ----------- |
| 1 | Муж и жена           | 1910 год     | - Первая музыкальная комедия У. Гаджибекова - Первая музыкальная комедия в Азербайджане - В трёх действиях - Либретто написано У. Гаджибековым - Премьера состоялась 24 мая 1910 года в Баку - Режиссёр — Гусейн Араблинский |             |
| 2 | Не та, так эта       | 1911 год     | - Известна также под названием «Мешади Ибад» - В четырёх действиях - В тексте использована газели Физули - Либретто написано У. Гаджибековым - Роль Гюльназ был сыгран актером-мужчиной - Премьера состоялась 25 апреля 1911 года в Баку - Комедия также была несколько раз экранизирована                                                                                    |             |
| 3 | Аршин мал алан       | 1913 год     | - Известна также под названием «Продавец ручного товара» - Написана в Москве и Петербурге - Действие оперетты происходит в Шуше - В четырёх действиях - Либретто написано У. Гаджибековым - Переведена на 80 языков - Премьера состоялась 25 октября 1913 года в Баку - Комедия также была несколько раз экранизирована - В 2013 году в рамках ЮНЕСКО было отмечено 100-летие |             |